# Свети Архангел Михаил (Перистера)
Вижте пояснителната страница за други значения на Свети Архангел Михаил.
„Свети Архангели“ или „Свети Архангел Михаил“ (на гръцки: Αρχαγγέλου Μιχαήλ) е възрожденска православна църква в населишкото село Перистера (Малчища), Егейска Македония, Гърция, част от Сисанийската и Сятищка епархия.
До изграждането на църквата на нейно място е съществувал първият храм на селото. Около него са били и гробищата, по-късно прехвърлени при църквата „Свети Атанасий“. Новият храм е изграден в 1886 година. В него са прехвърлени ценни икони от XVIII и XIX век от старата църква.